# Pascale Michaud
Pascale Michaud est une actrice française, née le 25 juin à Saintes (Charente-Maritime).

## Biographie
Pascale Michaud est une actrice et comédienne, connue notamment à la télévision,, au cinéma et au théâtre.
Née à Saintes, elle vient régulièrement dans sa maison de famille à Royan. Après son baccalauréat au lycée  de sa ville natale, elle intègre le conservatoire d’art dramatique de Toulouse puis continue ses études de théâtre à Paris.
Au cinéma, elle fait ses débuts dans « L'Ivresse du pouvoir », de Claude Chabrol, alors qu'à la télévision elle présente des publicités comme AXA et tient des rôles dans de nombreuses séries comme « Section de recherches » ou «  Seconde chance » sur TF1, où elle parvient à décrocher le rôle principal. Elle apparaît également dans des téléfilms et des courts métrages. Parallèlement, elle fait de l’assistanat à la mise en mise en scène pour Chevallier et Laspalès, travaille régulièrement avec La bande à Chapelle et crée deux festivals de comédies: Comédies, Coquillages et Crustacés à Royan et Drôle de festival à Saintes.

## Filmographie
- L'Ivresse du pouvoir de Claude Chabrol
- La Promesse de Laure de Butler
- Ainsi soient-ils de Rodolphe Tissot
- Léo Matteï, Brigade des mineurs de Sébastien Cirade
- Origines de Jérôme Navarro
- WorkinGirls de Sylvain Fusée
- A l'intérieur de Vincent Lanoo
- Le bistrot de la paix (web série avec Philippe Chevallier)
- Seconde Chance 1er rôle TF1
- Section de recherches de Eric Le Roux et Luc Chalifour
- Section de recherches de Delphine Lemoine
- "Le jour où tout a basculé" Je suis victime de harcèlement Camille 2012
- Père et Maire de Laurent Lévy
- À bicyclette de Merzak Allouache
- Ambre a disparu de Denys Granier-Deferre
- C'est quand même mieux sans la clope de Yvan Radkine
- Profilage de Vincent Jamain
- Victoire Bonnot de Vincent Giovanni
- SOS 18 de Dominique Baron
- L'Hôpital de Laurent Lévy
- Commissaire Magellan de Grégory Ecale

## Théâtre
- Recettes de famille (2025)
- Paroles de parents m/s P. Alluin
- # C’est énorme m/s J.P. Azéma
- Court sucré, long sans sucre m/s J.L. Moreau
- Airbn'boom m/s J.P. Azéma
- Entre Deux m/s J.P. Azéma
- Restons Poly m/s B. Chapelle
- Daddy Blues m/s B. Chapelle
- La Maîtresse en maillot de bain m/s J.P. Azéma[3]
- Nos chers enfants m/s Rémi Chenylle
- J'adore l'amour... j'aimerais bien le refaire un jour m/s T. Atlan
- Merci Jean-Claude m/s B. Chapelle
- Angèle m/s Gilles Gleizes[4]
- Un fil à la patte m/s V. Auvet
- Feu la mère de Madame m/s B. Chapelle
- On choisit pas sa famille m/s J.C. Barc
- Les Précieuses ridicules m/s B. Chapelle
- Noces de sang m/s V. Costa Andrès
- Surprise m/s F. Ferry
- Cyrano 2 m/s M. Vignaud